# Andreas Felder
Andreas Felder (* 6. März 1962 in Hall in Tirol) ist ein ehemaliger österreichischer Skispringer. Er war in den 1980er und frühen 1990er Jahren neben Matti Nykänen und Jens Weißflog einer der erfolgreichsten Sportler seiner Disziplin. Mit insgesamt 25 Siegen im Weltcup war Felder lange Zeit erfolgreichster österreichischer Skispringer, ehe er 2009 von Gregor Schlierenzauer überholt wurde. Vom 20. April 2018 bis Mitte März 2020 war er Chefcoach des ÖSV-Skisprungkaders der Herren.

## Werdegang
Seinen ersten Weltcupauftritt hatte Felder am 4. Jänner 1981 bei der Vierschanzentournee am Innsbrucker Bergisel. Seine erste Medaille bei Weltmeisterschaften gewann er 1982 in Oslo, mit der österreichischen Mannschaft gewann er Silber.
Nach einigen Jahren im sportlichen Mittelfeld gelang ihm in der Saison 1984/85 der Durchbruch. Seinen ersten Weltcupsieg feierte er am 8. Dezember 1984 im kanadischen Thunder Bay. Obwohl er in dieser Saison sechs Springen gewann, blieb ihm in der Weltcupgesamtwertung nur der zweite Platz hinter Nykänen. Bei der Nordischen Skiweltmeisterschaft 1985 im österreichischen Seefeld gewann er auf der Normalschanze und mit der österreichischen Mannschaft jeweils Silber.
In den beiden folgenden Jahren erreichte er jeweils den dritten Rang der Weltcupgesamtwertung. 1986 wurde er auf dem Kulm in Tauplitz/Bad Mitterndorf mit der Weltrekordweite von 191 Metern Skiflugweltmeister. 1987 wurde er bei der Nordischen Skiweltmeisterschaft in Oberstdorf Weltmeister auf der Großschanze und gewann zudem Bronze mit der österreichischen Mannschaft. Im selben Jahr wurde er zu Österreichs Sportler des Jahres gewählt.
In den beiden folgenden Jahren kam seine Karriere etwas ins Stocken, doch dann ging es wieder bergauf: In der Saison 1990/91 gewann er zum ersten und einzigen Mal den Gesamtweltcup, im Jahr darauf wurde er Dritter. Bei der Weltmeisterschaft in Val di Fiemme gewann er noch einmal Mannschaftsgold, bei den Olympischen Winterspielen 1992 Mannschaftssilber. Im Herbst seiner Sportlerkarriere bewältigte Felder problemlos den Umstieg vom Parallel- auf den V-Stil. Er erlernte die neue Technik vor der Vierschanzentournee 1991/92 innerhalb von drei Wochen und gewann gleich anschließend das Neujahrsspringen 1992. Wenige Wochen später gewann er die letzte Ausgabe der Schweizer Springertournee. Seine Karriere beendete er am 29. März 1992 mit einem Sieg beim Skifliegen in Planica.
In Summe erzielte Andreas Felder 118 Top-Ten-Platzierungen bei Skisprunggroßveranstaltungen. Im Verein mit Ernst Vettori trug er die großen Erfolge des österreichischen Skisprungwunderteams der 1970er Jahre, das Baldur Preiml ausgeformt hat, bis in die 1990er Jahre hinein.

## Karriereschritte
Andreas Felder hat die Handelsschule und die staatliche Trainerausbildung Sprunglauf absolviert. Von 1980 bis 1992 war er Angehöriger der Nationalkader im Sprunglauf. Nach seinem Karriereende war er von 1992 bis 1995 Trainer des B-Kader Sprunglauf im ÖSV, anschließend war er von 1995 bis 1997 Cheftrainer im ÖSV-Skisprungteam. Von 1997 bis 2000 war er Cheftrainer der deutschen Nationalmannschaft in der Nordischen Kombination, von 2000 bis 2006 war er Trainer für Nordische Kombination der Trainingsgruppe I im ÖSV. Am 20. April 2018 wurde er erneut als Cheftrainer des ÖSV-Skisprungteams der Herren und damit als Nachfolger von Heinz Kuttin vorgestellt. Nach zweijähriger Arbeit entschloss sich Felder trotz mehrerer Erfolge zum Rücktritt und führte private Gründe für die überraschende Entscheidung an.

## Erfolge

### Weltcupsiege im Einzel
| Nr. | Datum             | Ort                    | Typ           |
| --- | ----------------- | ---------------------- | ------------- |
| 1.  | 8. Dezember 1984  | Thunder Bay            | Normalschanze |
| 2.  | 9. Dezember 1984  | Thunder Bay            | Großschanze   |
| 3.  | 15. Dezember 1984 | Lake Placid            | Normalschanze |
| 4.  | 16. Dezember 1984 | Lake Placid            | Großschanze   |
| 5.  | 3. März 1985      | Lahti                  | Großschanze   |
| 6.  | 8. März 1985      | Falun                  | Großschanze   |
| 7.  | 15. Februar 1986  | Vikersund              | Flugschanze   |
| 8.  | 16. Februar 1986  | Vikersund              | Flugschanze   |
| 9.  | 23. Februar 1986  | Engelberg              | Großschanze   |
| 10. | 14. März 1987     | Planica                | Flugschanze   |
| 11. | 21. März 1987     | Oslo                   | Großschanze   |
| 12. | 4. März 1990      | Lahti                  | Normalschanze |
| 13. | 7. März 1990      | Örnsköldsvik           | Normalschanze |
| 14. | 17. März 1990     | Raufoss                | Normalschanze |
| 15. | 1. Dezember 1990  | Lake Placid            | Normalschanze |
| 16. | 8. Dezember 1990  | Thunder Bay            | Normalschanze |
| 17. | 9. Dezember 1990  | Thunder Bay            | Großschanze   |
| 18. | 1. Jänner 1991    | Garmisch-Partenkirchen | Großschanze   |
| 19. | 6. Jänner 1991    | Bischofshofen          | Großschanze   |
| 20. | 2. März 1991      | Lahti                  | Normalschanze |
| 21. | 3. März 1991      | Lahti                  | Großschanze   |
| 22. | 1. Jänner 1992    | Garmisch-Partenkirchen | Großschanze   |
| 23. | 17. Jänner 1992   | St. Moritz             | Normalschanze |
| 24. | 19. Jänner 1992   | Engelberg              | Großschanze   |
| 25. | 29. März 1992     | Planica                | Großschanze   |

## Statistik

### Weltcup-Platzierungen
| Saison  | Platz | Punkte |
| ------- | ----- | ------ |
| 1980/81 | 13.   | 60     |
| 1981/82 | 14.   | 71     |
| 1982/83 | 46.   | 10     |
| 1983/84 | 15.   | 75     |
| 1984/85 | 02.   | 198    |
| 1985/86 | 03.   | 170    |
| 1986/87 | 03.   | 177    |
| 1987/88 | 23.   | 38     |
| 1988/89 | 14.   | 56     |
| 1989/90 | 03.   | 236    |
| 1990/91 | 01.   | 260    |
| 1991/92 | 03.   | 218    |

### Weltrekorde
| #         | Schanze                         | Ort                      | Land        | Weite   | aufgestellt am | Rekord bis      |
| --------- | ------------------------------- | ------------------------ | ----------- | ------- | -------------- | --------------- |
| 85        | Kulm (K185)                     | Bad Mitterndorf/Tauplitz | Österreich  | 191,0 m | 9. März 1986   | 14. März 1987   |
| Berührung | Velikanka bratov Gorišek (K185) | Planica                  | Jugoslawien | 192,0 m | 13. März 1987  | Ungültig        |
| De facto  | Velikanka bratov Gorišek (K185) | Planica                  | Jugoslawien | 191,0 m | 14. März 1987  | Aufgehoben 1994 |

### Schanzenrekorde
| Schanze                             | Ort           | Land           | Weite   | aufgestellt am   | Rekord bis       |
| ----------------------------------- | ------------- | -------------- | ------- | ---------------- | ---------------- |
| Falun (K112)                        | Falun         | Schweden       | 115,5 m | 8. März 1985     | 6. Dezember 1992 |
| Paul-Außerleitner-Schanze (K111)    | Bischofshofen | Österreich     | 115,0 m | 6. Jänner 1987   | 6. Jänner 1992   |
| Heini-Klopfer-Skiflugschanze (K182) | Oberstdorf    | BR Deutschland | 188,0 m | 24. Jänner 1992  | 23. Februar 1995 |
| Paul-Außerleitner-Schanze (K120)    | Bischofshofen | Österreich     | 122,0 m | 22. Februar 1992 | 6. Jänner 1993   |

## Weitere Erfolge
31. August 1986: Sieg vor Ernst Vettori und Jens Weißflog beim Mattenspringen in Hinterzarten.